# Society & Organizations Institute
Society & Organizations Institute (S&O) é um centro interdisciplinar, único na Europa, onde membros, professores e investigadores, trabalham em questões sociais e ambientais. Suas pesquisas, atividades de ensino e experimentos são aplicados em empresas. Está localizado no campus HEC Paris em Jouy-en-Josas.

## Detalhes
O centro faz parte da HEC Paris. Está localizado em Jouy-en-Josas. Cerca de 60 acadêmicos trabalham questões de significado, inclusão social e desenvolvimento sustentável dentro das empresas. O Instituto baseia sua pesquisa em três temas principais:
- Liderança Proposital
- Economia Inclusiva
- Clima e Meio Ambiente.

O centro possui diversos programas para alunos de graduação e pós-graduação, bem como para professores, para promover o conceito de sociedade. Várias iniciativas iniciadas pelo centro aumentaram a sensibilização da sociedade e a inclusão tanto na comunidade de Jouy-en-Josas como em todo o país.

## De tradução
- Este artigo foi inicialmente traduzido, total ou parcialmente, do artigo da Wikipédia em inglês cujo título é «Society & Organizations Institute».Referências

1. ↑  “Inclusive Business Report: What it is and why it matters” released by the HEC Paris Society and Organizations Institute
2. ↑  HEC Paris, Society & Organizations (S&O) Institute, Academic Director
3. ↑  HEC Paris Society & Organizations Institute (S&O) Overview
4. ↑  Nexans, HEC Paris and the HEC Foundation have joined forces to help companies become more sustainable